# Сон Алисы, или Как работает твой мозг
Сон Алисы, или Как работает твой мозг (пол. Sen Alicji, czyli jak działa mózg) — научно-познавательная книга для детей авторства Ежи Ветулани и Марии Мазурек с иллюстрациями Марцина Вешховского, изданная в 2017 году в издательстве Издательство ВАМ, Mando.

## Содержание
Алиса во сне начинает разговор со своим мозгом, который приглашает девочку в путешествие в глубь ее тела. Далее Алиса и мозг ведут между собой живой диалог. Алиса является слушателем лекции, которую о себе самом дает мозг. Мозг объясняет, что и как в нем устроено; представляет функциональные системы, в которые сгруппированы нейроны в различных его областях.

## Издание
Книга вышла в Польше 22 ноября 2017, через более полу года после смерти Ежи Ветулани. Книга издана в твердом переплете, страницы содержания напечатаны на матовой бумаге. Текст проиллюстрирован крупными рисунками, поясняющими работу, функции, развитие и историю человеческого мозга.
Сон Алисы стал бестселлером на польском издательском рынке, достигнув к октябрю 2018 года более 40 тысяч проданных экземпляров. Чешский перевод книги вышел в свет 25 октября 2018.

## Прием
Книгу положительно рецензировали детский писатель Гжегож Касдепке и литературовед Михал Русинек. Шефство над книгой взял Фонд «Университет Детей».
Анна Анзулевич на страницах Kultura Liberalna, заявила, что Сон Алисы «одна из лучших научно-популярных книг для детей, которые появлялись на польском издательском рынке», «прекрасная, богато иллюстрированная, доступная и увлекательная книга», авторы «соединили очень интересное содержание с абсолютно очаровательной графической стороной».
Паулина Заборовская на страницах журнала Reflektor написала, что «книга проф. Ветулани — это замечательное произведение», «книга для детей, которых интересует биология и механизмы, происходящие в нашем организме. Думаю, что родителям также понравится и пополнит наши знания».

## Призы и награды
Сон Алисы получил две награды на Конкурсе «Умная Книга Года» за лучшую научно-популярную книги года: от Ягеллонского Университета и Фонда Популяризации Науки им. Евклида, в категории Награда академического сообщества UJ и Приз интернет-пользователей.